# Miagrammopes poonaensis
Miagrammopes poonaensis là một loài nhện trong họ Uloboridae.
Loài này thuộc chi Miagrammopes. Miagrammopes poonaensis được Benoy Krishna Tikader miêu tả năm 1971.